# Veněra 11
Veněra 11 (rusky: Венера-11) byla sovětská planetární sonda, která v rámci programu Veněra zkoumala planetu Venuši. Let se uskutečnil v roce 1978. Sonda složená z orbitální části a přistávacího pouzdra se úspěšně dostala k planetě Venuše a přistávací pouzdro s vědeckými přístroji přistálo na povrchu planety. Podle COSPAR byla sonda katalogizována jako 1978–084A.

## Konstrukce
Hmotnost sondy byla asi 4700 kg vč. paliva, z toho přistávací pouzdro (též přistávací modul) 1600 kg. Její součástí byla francouzská aparatura Sigma 2MS k snímání záblesků paprsků gama, vlastní motor, vysílací aparatura.
Pouzdro bylo vybaveno padákovým systémem, který obsahoval výtažný a brzdicí padák. Dále zde byl hmotový spektrometr, plynový chromatograf Sigma, aparatura Groza a řada dalších přístrojů.

## Průběh mise
Po ranním startu 9. září 1978 z kosmodromu Bajkonur se dostala díky raketě Proton-K/D-1 na parkovací dráhu kolem Země a odtud na dráhu k Venuši. Během letu byly provedeny dvě letové korekce (16. září a 17. prosince 1978). Krátce po druhé korekci bylo zahájeno podchlazování přistávacího pouzdra a 23. prosince došlo k jeho odpojení od sondy. Dráha sondy byla upravena tak, aby umožnila přenos vysílání z pouzdra na 73,5 milionů km vzdálenou planetu Zemi a pak se dostala na dráhu kolem Slunce, stala se jeho umělou družicí. Prováděla i nadále vědecká měření.

### Pouzdro na Venuši
Čtyři dny po konstrukčně stejné Veněře 12, která startovala ze Země o týden později, pouzdro vstoupilo do atmosféry planety rychlostí 11,2 km/s a bylo jí přibrzděno při přetížení 150 G na 270 m/s. Ve výši 65 km nad povrchem se oddělil horní kryt a otevřely se padáky. Ve výšce 47 km sestup pokračoval na kovovém prstenci. Během sestupu bylo prováděno měření parametrů atmosféry (např. ozónu) a byla zaznamenána velká četnost blesků, 25 za sekundu. Ve výšce 30 km se rychlost zmírnila na 20 m/s, ve výši 10 km byla teplota již 400 stupňů Celsia. Po hodinovém sestupu pouzdro na osvětlené části planety přistálo. V extrémních podmínkách (teplota 446 stupňů, tlak 8,92 MPa) vydrželo pracovat 95 minut. Žádný snímek z povrchu nebyl pořízen.